# Denis-Guillaume Bourgain
Denis Guillaume Bourgain, né le 24 janvier 1751 à Paris et mort le 17 octobre 1810 à Paris, est un homme politique français, député de la Seine à la Convention et au Conseil des Cinq-Cents.

## Biographie
Il est le fils de Guillaume Bourgain, maître chandelier à Paris, et de Marie Elisabeth Fugueur/Feugeur/Feugeure. Il épouse Marie Madeleine Leblond (?-1831) veuve François Moussu. 
Il figure sur la premiere liste des membres du club des jacobins imprimée en decembre 1790.
Il est élu électeur de la section des Quatre-Nations en 1791 et 1792-1793 (il est alors qualifié d'"artiste" et demeure rue de Seine, faubourg Saint-Germain). Son beau-frère, le marchand bonnetier François Auguste Paffe (1753-1794), est électeur de la section des Arcis en 1792-1793 . 
Il est élu député suppléant de la Seine à la Convention, il est appelé à siéger comme député le 17 novembre 1793. Il fut dans cette assemblee membre du comite des petitions et de correspondance.
Il est élu député de la Seine au Conseil des Cinq-Cents le 4 brumaire an IV et y siegea jusqu au 1er prairial an 6 (20 mai 1798). Il rentra alors dans la vie privee.